# 愛知県立名古屋聾学校
愛知県立名古屋聾学校（あいちけんりつ なごやろうがっこう）は、愛知県名古屋市千種区にある公立聾学校。

## 設置学部
- 中学部
- 高等部
  - 本科
  - 専攻科

※ 幼稚部と小学部は愛知県立千種聾学校に分離・独立。

## 歴史
- 1901年（明治34年）4月 - 私立名古屋盲学校として愛知県名古屋市中区に設立。
- 1901年（明治34年）11月 - 私立名古屋盲唖学校に改称。
- 1932年（昭和7年）4月 - 愛知県に移管。県立の盲唖学校となる。
- 1933年（昭和8年）4月 - 盲聾分離により、愛知県立聾学校に改称。
- 1948年（昭和23年）11月 - 愛知県立名古屋聾学校に改称。
- 1958年（昭和33年） - 幼稚部および小学部を千種分校に移転。
- 1964年（昭和39年） - 千種分校が愛知県立千種聾学校として独立。
- 2022年（令和4年）4月 - 本科に生活デザイン科、インテリア科、機械制御科を新設（予定）[1]。

## 出身者
- 今村彩子 - 映画監督、中学部卒業
- 忍足亜希子 - 中学部

## アクセス
- 名古屋駅から名古屋市営バス・基幹2系統（猪高車庫行き）で「希望ヶ丘4丁目」停留所下車、徒歩で約5分。
- 名古屋市営地下鉄名城線 自由ヶ丘駅から徒歩で約15分。